# Slow Motion
A Slow Motion a 4. kimásolt kislemez a svéd származású Leila K Carousel című albumáról. A dal több országban is slágerlistás helyezett volt, azonban előkelő helyet nem sikerült szereznie.
A dalhoz készült animációs videóklip a sivatagban játszódik.

## Megjelenések
12"  Urban 859 533-1
1. Slow Motion (Short Version) - 4:00
2. Slow Motion (Long Version) - 6:25

CD Maxi  Urban 8595332
1. Slow Motion (Short Version) - 4:00
2. Slow Motion (Long Version) - 6:25
3. Check The Dan (Duet Version) - 6:38